# Copa Ibérica de Rugby
Die Copa Ibérica de Rugby (span.) bzw. Taça Ibérica de Rugby (por.) ist ein Rugby-Union-Turnier für Vereinsmannschaften aus Spanien und Portugal.
Der Wettbewerb wird seit 1965, zumeist im Jahresrhythmus, ausgetragen. Der Modus änderte sich im Laufe der Geschichte, so nahmen von 1965 bis 1971 die Meister und Zweitplatzierten der Spanischen und Portugiesischen Meisterschaft in einem Rundenturnier aufeinander. Ab 1983/84 wurde der Sieger in einem einzigen Spiel zwischen den Meistern beider Länder ermittelt. Einzige Ausnahme war 2007/08, als man ein Turnier im Play-off-Modus zwischen je zwei Mannschaften aus jedem Land organisierte.
Seit 2017 wird auch ein Turnier der Frauen zwischen den Meistern beider Länder organisiert.

## Resultate im Überblick
| Jahr      | Ort                    | Sieger                 | Zweiter             | Ergebnis          |
| --------- | ---------------------- | ---------------------- | ------------------- | ----------------- |
| 1965      | Madrid                 | Real Canoe NC          | CDU Lisboa          | Ligamodus         |
| 1966      | Lissabon               | CDU Barcelona          | FC Barcelona        | Ligamodus         |
| 1967      | Barcelona              | Real Canoe NC          | CDU Lisboa          | Ligamodus         |
| 1968      | Coimbra                | CR Cisneros            | CDU Lisboa          | Ligamodus         |
| 1969      | Donostia-San Sebastián | Atlético San Sebastián | CDU Lisboa          | Ligamodus         |
| 1970      | Lissabon               | FC Barcelona           | CR Cisneros         | Ligamodus         |
| 1971      | Madrid                 | Benfica Lissabon       | Real Canoe NC       | Ligamodus         |
| 1972–1982 | nicht ausgetragen      | nicht ausgetragen      | nicht ausgetragen   | nicht ausgetragen |
| 1983/84   | Valencia               | CDU Lisboa             | RC Valencia         | 13:3              |
| 1984/85   | Lissabon               | CDU Lisboa             | UE Santboiana       | 32:9              |
| 1985/86   | Madrid                 | CR Cisneros            | CDU Lisboa          | 13:10             |
| 1986/87   | Lissabon               | Benfica Lissabon       | CD Arquitectira     | 21:16             |
| 1987/88   | Sant Boi de Llobregat  | UE Santboiana          | CDS Cascais         | 23:16             |
| 1988/89   | Lissabon               | Benfica Lissabon       | CD Arquitectira     | 25:4              |
| 1989/90   | Sant Boi de Llobregat  | UE Santboiana          | CDU Lisboa          | 13:6              |
| 1990/91   | Lissabon               | CD Arquitectura        | CDU Lisboa          | 25:16             |
| 1991/92   | Valladolid             | CR El Salvador         | Benfica Lissabon    | 13:0              |
| 1992/93   | Cascais                | CDS Cascais            | CR Ciencias         | 12:11             |
| 1993/94   | Getxo                  | CDS Cascais            | Getxo RT            | 21:19             |
| 1994/95   | Cascais                | CR Ciencias            | CDS Cascais         | 31:14             |
| 1995/96   | Madrid                 | CD Arquitectura        | CDS Cascais         | 18:16             |
| 1996/97   | Lissabon               | CDS Cascais            | UE Santboiana       | 14:9              |
| 1997/98   | Sant Boi de Llobregat  | AA Coimbra             | UE Santboiana       | 15:8              |
| 1998/99   | Lissabon               | CR El Salvador         | AEIS Tecnico        | 29:15             |
| 1999/2000 | Valladolid             | GD Direito             | VRAC                | 20:16             |
| 2000/01   | Lissabon               | Real Canoe NC          | GD Direito          | 26:16             |
| 2001/02   | Valladolid             | Benfica Lissabon       | VRAC                | 19:16             |
| 2002/03   | Lissabon               | GD Direito             | Alcobendas Rugby    | 24:18             |
| 2003/04   | Valladolid             | CR El Salvador         | Belenenses Lissabon | 40:34             |
| 2004/05   | Coimbra                | CR El Salvador         | AA Coimbra          | 32:0              |
| 2005/06   | Sant Boi de Llobregat  | UE Santboiana          | GD Direito          | 22:16             |
| 2006/07   | Lissabon               | UE Santboiana          | GD Direito          | 26:20             |
| 2007/08   | Lissabon               | AEIS Agronomia         | GD Direito          | 26:18             |
| 2009–2011 | nicht ausgetragen      | nicht ausgetragen      | nicht ausgetragen   | nicht ausgetragen |
| 2012      | Valladolid             | CDU Lisboa             | VRAC                | 24:13             |
| 2013      | Lissabon               | GD Direito             | VRAC                | 41:11             |
| 2014      | Valladolid             | VRAC                   | CDU Lisboa          | 32:8              |
| 2015      | Lissabon               | GD Direito             | VRAC                | 22:12             |
| 2016      | Valladolid             | CR El Salvador         | GD Direito          | 27:22             |
| 2017      | Lissabon               | VRAC                   | CDU Lisboa          | 27:13             |
| 2018      | Valladolid             | VRAC                   | Belenenses Lissabon | 34:25             |
| 2019      | Lissabon               | VRAC                   | AEIS Agronomia      | 28:27             |
| 2020      | Valladolid             | VRAC                   | Belenenses Lissabon | 19:13             |
| 2021      | nicht ausgetragen      | nicht ausgetragen      | nicht ausgetragen   | nicht ausgetragen |
| 2022      | Valladolid             | VRAC                   | AEIS Tecnico        | 44:8              |
| 2023      | Sant Boi de Llobregat  | Belenenses Lissabon    | UE Santboiana       | 45:15             |

| Klub | Titel |
| --- | ----- |
| VRAC | 6     |
| CR El Salvador                                                                                              | 5     |
| Benfica Lissabon UE Santboiana GD Direito                                                                   | 4     |
| GDS Cascais Real Canoe NC CDU Lisboa                                                                        | 3     |
| CR Cisneros CD Arquitectura                                                                                 | 2     |
| CDU Barcelona Atlético San Sebastián FC Barcelona CR Ciencias AA Coimbra AEIS Agronomia Belenenses Lissabon | 1     |

| Verband  | Titel |
| -------- | ----- |
| Spanien  | 26    |
| Portugal | 17    |

## Frauen
Im Jahr 2017 wurde erstmals eine Copa Ibérica de Rugby der Frauen ausgetragen, ebenso wie bei den Männern wurde das Turnier zwischen den Meistern der spanischen und portugiesischen Meisterschaft ausgespielt.

### Resultate im Überblick
| Jahr | Ort                | Sieger                          | Zweiter           | Ergebnis |
| ---- | ------------------ | ------------------------------- | ----------------- | -------- |
| 2017 | Pozuelo de Alarcón | Olímpico RC                     | Sporting Lissabon | 27:15    |
| 2018 | Lissabon           | Sporting Lissabon               | Olímpico RC       | 26:8     |
| 2019 | A Coruña           | Sporting Lissabon               | CRAT La Coruña    | 16:12    |
| 2020 | Lissabon           | UAS Universitario de Sevilla CR | Sporting Lissabon | 34:5     |

| Klub                                        | Titel |
| ------------------------------------------- | ----- |
| Sporting Lissabon                           | 2     |
| Olímpico RC UAS Universitario de Sevilla CR | 1     |

| Verband          | Titel |
| ---------------- | ----- |
| Portugal Spanien | 2     |